# Rockville (Nebraska)
Rockville – wieś w Stanach Zjednoczonych, w stanie Nebraska, w hrabstwie Sherman.